# 竜巻いて鮮脳
「竜巻いて鮮脳」（たつまいてせんのう）は、日本のロックバンド・凛として時雨の楽曲。デジタル配信限定シングルとしてソニー・ミュージックアソシエイテッドレコーズより2022年5月11日に各音楽配信サービスにてリリースされた。
本楽曲の歌詞は、凛として時雨がライブ会場を車で回っていた頃のことがモチーフとなっている。

## 概要
前作の『Perfake Perfect』より約1年4ヶ月ぶりのリリースとなる。
2023年5月11日0時に配信リリースされた。
5月14日に開催されたワンマンツアー「DEAD IS ALIVE TOUR」の仙台公演でライブ初披露された。
2023年3月15日に自身8作目のアルバム『last aurorally』の収録曲であることが発表された。

## 批評
ギタリストの伊藤雅景は、本楽曲について、「このサディスティックでスペイシーなギター・リフはTKの専売特許といっても過言ではないだろう」と評価した。

## ミュージックビデオ
ミュージックビデオは配信開始日の2023年5月11日にYouTubeにてプレミア公開された。監督はクリエイティブエージェンシー・maxillaのMasaki Watanabeが担当しており、バレットタイムを使用した映像となっている。また、同年5月20日にはソニーの「360 Reality Audio」とコラボしたスペシャルミュージックビデオが公開された。

## 収録内容
| #         | タイトル         | 作詞・作曲 | 編曲         | 時間 |
| --------- | ---------------- | ---------- | ------------ | ---- |
| 1.        | 「竜巻いて鮮脳」 | TK         | 凛として時雨 | 3:44 |
| 合計時間: | 合計時間:        | 合計時間:  | 合計時間:    | 3:44 |

## クレジット
- Vocal,Guitar : TK
- Vocal, Bass : 345
- Drums : ピエール中野
- Mixed : 髙山徹 (SwitchBack Studio)
- Recorded : 采原史明,TK
- Mastered : Takeo Kira (TEMAS)